# Velmachine

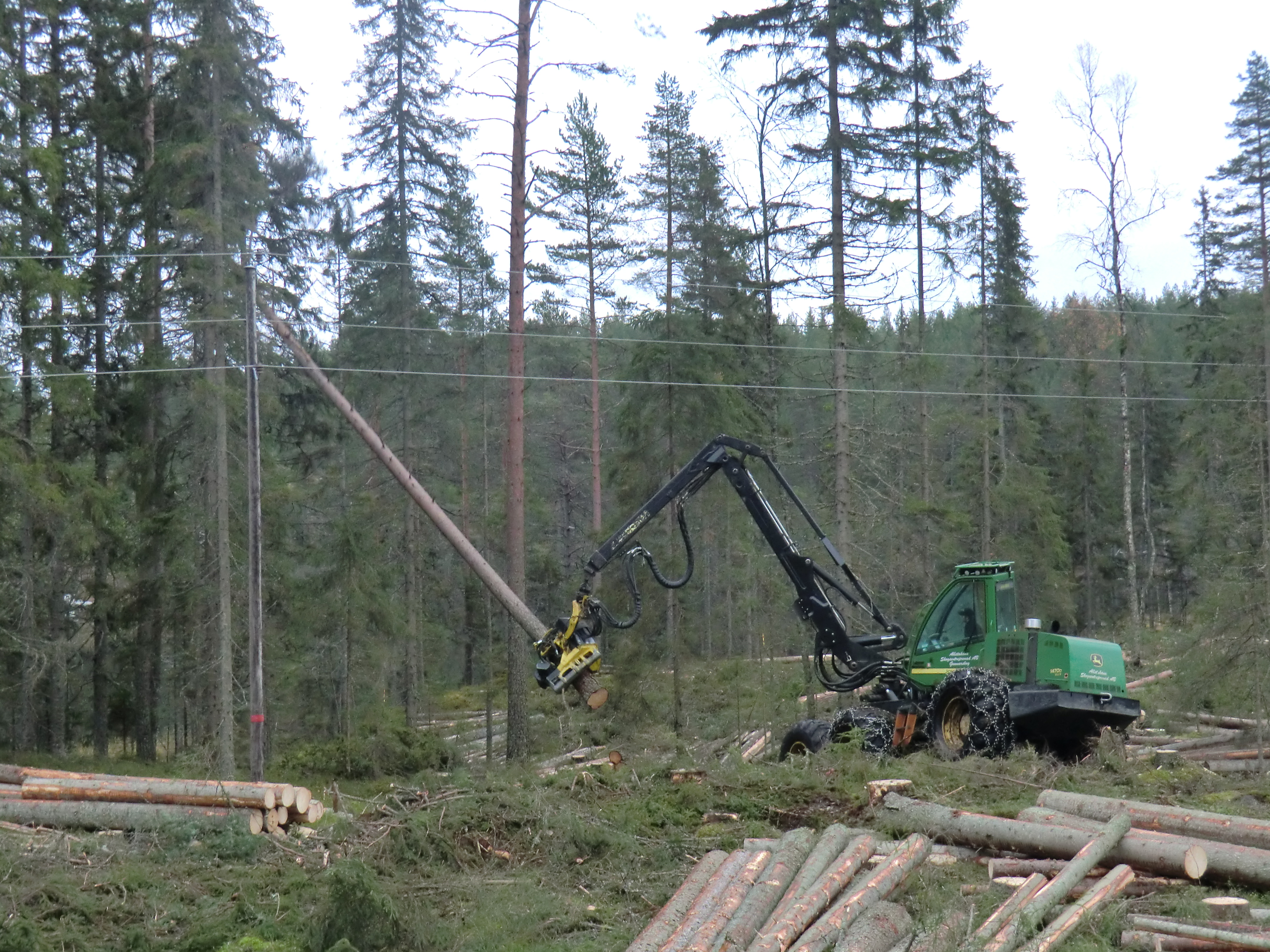
John Deere 1470-velmachine aan het werk in Zweden

Een velmachine, ook harvester of processor genoemd, is een machine die in de bosbouw wordt gebruikt om geheel gemechaniseerd bomen te vellen en de stammen ervan klaar te maken voor transport. De machine wordt vooral toegepast bij naaldhout, waarvan de stammen recht zijn en de zijtakken dun. Als aan deze voorwaarden wordt voldaan kan ook loofhout worden verwerkt.
De machine voor houtkap werd ontwikkeld in Scandinavië. Het is daarmee mogelijk om iedere minuut een boom te vellen en te verwerken. De productie kan 100 tot 150 m³ hout per dag bedragen.
De harvester moet over de bosbodem manoeuvreren zonder deze te veel te beschadigen. Daartoe heeft de machine in het algemeen zes aangedreven wielen, verdeeld over drie assen, en knikbesturing. Twee van de drie assen bevinden zich onder de kraan, de derde onder de motor, die zich achter de cabine bevindt. Andere machinevarianten hebben vier assen, stelten of rupsen. Ook  kan men andere machines uitrusten met de machinekop van een velmachine.
De machine velt de bomen en ontdoet ze van tophout. Met behulp van een kop worden de stammen van zijtakken en schors ontdaan. Vervolgens wordt het rondhout op maat gezaagd. De kop kan soms aan de hefinrichting van een tractor worden bevestigd. Meestal wordt hij echter met het uiteinde van de kraan van een velmachine verbonden.
Nadat de boomstammen geveld zijn, worden ze door forwarders naar een stapelplaats gereden, waar ze door vrachtwagens verder worden vervoerd.

## Afbeeldingen

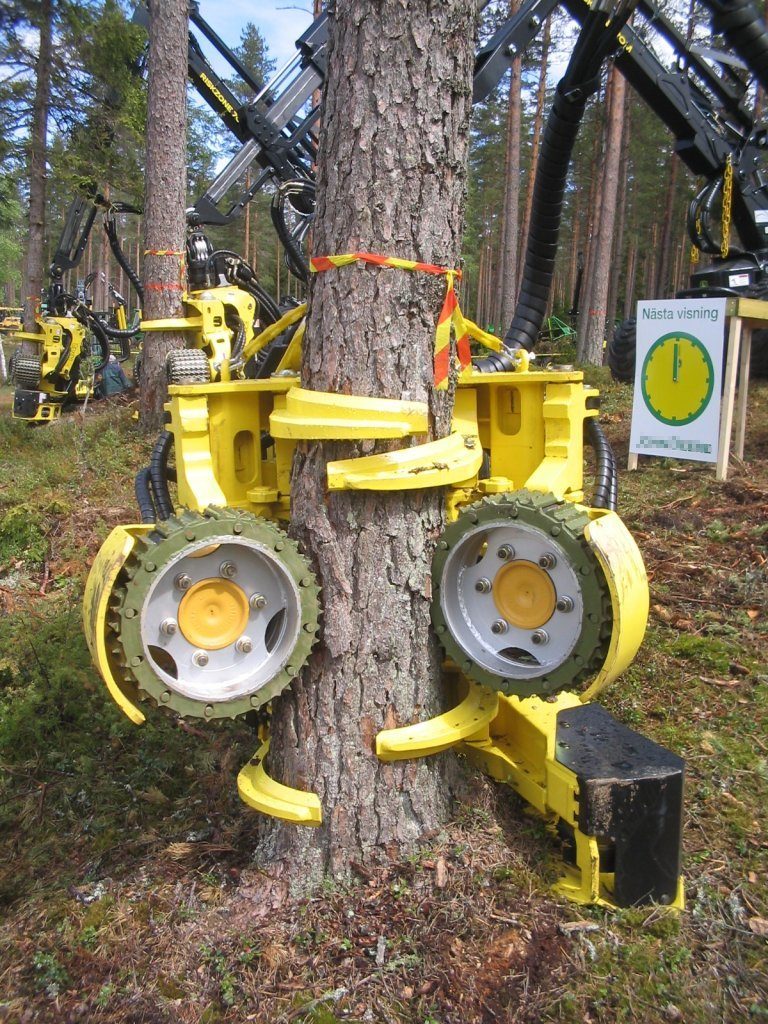
Kop van een velmachine
- Een velmachine aan het werk in Finland (video)